# Bogumił Skarżyński

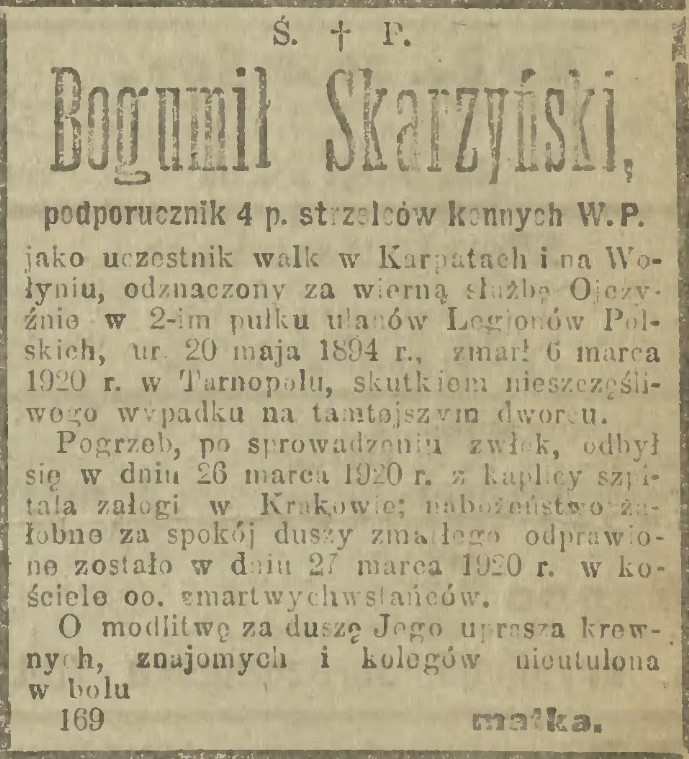
Nekrolg w Kurierze Warszawskim.

Bogumił Skarżyński (ur. 20 maja 1894 w Samborze, zm. 6 marca 1920 w Tarnopolu) – podporucznik kawalerii Wojska Polskiego, działacz niepodległościowy, kawaler Orderu Virtuti Militari.

## Życiorys
Urodził się 20 maja 1894, w Samborze, w rodzinie Marii.
11 września 1914 został odnotowany w wykazie legionistów urodzonych w latach 1892–1895, wezwanych do asenterunku w Krakowie z przeznaczeniem do służby w kawalerii. Wcielony do III plutonu 2. szwadronu kawalerii, uczestniczył w kampanii karpackiej. W lutym 1915 leczył się w szpitalu w Békéscsaba, a w marcu tego roku w szpitalu w Kolozsvár. Po rekonwalescencji walczył na froncie bukowińsko-besarabskim i wołyńskim w II dywizjonie kawalerii i kolejno 2 pułku ułanów. Do 17 sierpnia 1916 służył na froncie. 9 kwietnia 1917 został odnotowany w Komisariacie Werbunkowym do WP we Włocławku i przedstawiony do odznaczenia austriackim Krzyżem Wojskowym Karola.
18 marca 1919 jako podoficer byłych Legionów Polskich służący w 2 pułku szwoleżerów został mianowany z dniem 1 marca 1919 podporucznikiem kawalerii. 27 listopada 1919 został przeniesiony do 4 pułku kresowego strzelców konnych i przydzielony do IV dywizjonu, który był oddziałem jazdy dywizyjnej należącej do 12 Dywizji Piechoty.
Zmarł 6 marca 1920 na dworcu kolejowym w Tarnopolu, w następstwie nieszczęśliwego wypadku. Z relacji korespondenta „Ilustrowanego Kuryera Codziennego” wynika, że podporucznik Skarżyński „chcąc przejść z jednego toru kolejowego na trzeci, chciał sobie skrócić drogę i starał się przejść spodem pod wozami pociągu, stojącymi na drugim torze. W chwili, kiedy już wyszedł z pod wozu nadjechała lokomotywa na tor następny i dosłownie rozcięła ciało nieszczęśliwego na dwie części”. 26 marca 1920 został pochowany na cmentarzu Rakowickim w Krakowie.

## Ordery i odznaczenia
- Krzyż Srebrny Orderu Wojskowego Virtuti Militari nr 3803 – pośmiertnie 1922[6][10][11]
- Krzyż Walecznych „za udział w b. Legionach Polskich”[12]